# Sahuarita
Sahuarita es un pueblo ubicado en el condado de Pima en el estado estadounidense de Arizona. En el Censo de 2010 tenía una población de 25 259 habitantes y una densidad poblacional de 314,2 personas por km².

## Geografía
Sahuarita se encuentra ubicado en las coordenadas 31°55′55″N 110°57′55″O / 31.93194, -110.96528. Según la Oficina del Censo de los Estados Unidos, Sahuarita tiene una superficie total de 80.39 km², de la cual 80.39 km² corresponden a tierra firme y (0 %) 0 km² es agua.

## Demografía
Según el censo de 2010, había 25 259 personas residiendo en Sahuarita. La densidad de población era de 314,2 hab./km². De los 25 259 habitantes, Sahuarita estaba compuesto por el 80.29 % blancos, el 2.94 % eran afroamericanos, el 1.32 % eran amerindios, el 1.98 % eran asiáticos, el 0.12 % eran isleños del Pacífico, el 9.14 % eran de otras razas y el 4.21 % pertenecían a dos o más razas. Del total de la población el 31.98 % eran hispanos o latinos de cualquier raza.